# Гилёва (Тюменская область)
Гилёва (Гилёво) — бывшая деревня в Тюменском районе Тюменской области. Сейчас микрорайон на востоке Тюмени. 

## Расположение
Микрорайон находится в восточной части Тюмени. На севере располагается Гилёвская роща возле озера Кривое (старица Туры), протекает речка Ключи (Войновка).
Имеется автобусная остановка: «деревня Гилёва».

## История
Деревня располагалась на востоке от города Тюмень. На западе располагалась деревня Войновка, на северо-востоке — деревня Букина. Гилева была названа по фамилии первопоселенцев.
Деревня Гилёва входила в состав Богандинской волости Тюменского уезда Тюменской губернии. На 1926 год в составе Букинского сельсовета.
Деревня была включена в состав Тюмени в 1980-е годы. Гилёвский деревенский лес был преобразован в Гилёвский лесопарк (Гилёвская роща) в 1984 году.
Гилёва находилась в подчинении Ленинского административного округа городского округа город Тюмень Тюменской области. 
В 2013 году деревня Гилева включена в состав города и исключена из учётных данных.
На данный момент Гилёво — микрорайон города. Микрорайон состоит из жилого сектора, так и территории, где располагаются склады, строительные и транспортные компании.
С 2019 года микрорайон входит в Планируемый район № 7 Гилёвский города Тюмени.

## Население
| 1989 | 2002 | 2010 |
| ---- | ---- | ---- |
| 287  | ↘250 | ↗291 |

По переписи 1893 года в деревне проживало 188 человек в 32 дворах.
На 1926 год в Гилево проживало 206 человек в 45 дворах. 94 мужчин, 112 женщин. Национальность — русские, 3 человека — удмурты.